# كيلين دنهام
كيلين دنهام ولد يوم 18 جوان 1993 وهو لاعب كرة سلة أمريكي محترف لفريق انديانا ال امريكان في دوري كرة السلة (TBL). لعب كرة السلة الجامعية لفريق بتلر بولدوجز . في بندلتون، إنديانا ، دنهام ولاية إنديانا في تسجيل الأهداف بصفته اكبر معدل لتسجيل النقاط يمعدل 29.5 نقطة في المباراة الواحدة وحصل على لقب أفضل لاعب في نشرة هيرالد

## وقت مبكر من الحياة
ولد دنهام في 18 يونيو 1993، وهو ابن كريستي وجيم دنهام. لديه ثلاثة أشقاء أصغر منه: كينتون وكول وجاميسون. كلا والديه من عشاق كرة السلة.

## روابط خارجية
- بتلر بلدغ السيرة الذاتية
- الملف الشخصي لـESPN
- كيلين دونهام على تويتر